# Локотко Володимир Володимирович (менеджер)
Володимир Володимирович Локотко (21 листопада 1976, Усть-Каменогорськ, Казахська РСР, СРСР) — російський підприємець, колишній генеральний директор «Нового каналу», продюсер. Чоловік Ольги Фреймут.

## Життєпис
Володимир Локотко народився 21 листопада 1976 році в Усть-Каменогорську (Казахстан).

### Освіта
Локотко має вищу освіту. У 1998 закінчив Московський державний університет економіки, статистики та інформатики. Має диплом за спеціальністю «Міжнародна економічна статистика».
У 2001 році Володимир Локотко, закінчив Московську школу економіки. Також він є випускником Школи телебачення «Останкіно». Закінчив курс за фахом «телерадіоведучий».

### Кар'єра і бізнес
Володимир Локотко почав свою кар'єру в Україні в 2006 році. До цього працював у Москві, зокрема, в компанії «Газпром Медіа». Однак, в РФ у Локотка кар'єра не склалася і він прийняв пропозицію працювати в Україні — в інвестиційно-консалтинговій компанії «East One», що належить українському олігарху Віктору Пінчуку.  В Україні Локотко займався управлінням інвестиціями і підвищенням операційної ефективності. Також відповідав за стратегічний розвиток медіа-активів Пінчука.
У 2012 Володимир Локотко стає генеральним директором Нового каналу, змінивши тодішнього керівника Ірину Лисенко. На новій посаді займається кадровими перестановками і оновленням стратегії розвитку.  У перші роки керівництва Володимир Локотко продовжив транслювати російські серіальні продукти: «Воронины», «Папины дочки», «Счастливы вместе» та інші.
З початком російської агресії в Україні займався створенням національного продукту[джерело?]. Під його керівництвом з'явилися відомі українські проєкти, як «Шоумастгоуон», «Вар'яти», «Серця трьох», «Половинки», «Від пацанки до панянки», «Київ вдень та вночі», «Хто зверху?», «Топ-модель по-українськи», «Аферисти в сітях»[джерело?].
У 2018 році в «StarLightMedia» — холдингу Віктора Пінчука, що включає в себе «Новий канал», СТБ, ICTV та М1 почалася «Трансформація». Система організації та роботи топових каналів країни реформується з метою оптимізації витрат і посилення позицій, зважаючи на конкуренцію з новими видами розваг[джерело?].
У листопаді 2018 Володимир Локотко потрапив до санкційного списку Росії, однак у квітні 2019 санкції з нього були зняті.
У 2014 році «Новий канал» звинуватили[хто?] в пропаганді російського культурного продукту[джерело?]. Володимир Локотко не відмовився від російского контенту навіть після анексії Криму і початку війни на Сході України[джерело?]. В розпал конфлікту на Донбасі «Новий канал» демонстрував від 7,5 годин російського ТБ-продукту на день.
Сам Локотко звинувачення в москвофільстві не коментував, але з 2015 року почав змінювати політику свого каналу та сконцентрувався на українському продукті[джерело?].
З посади генерального директора «Нового каналу» Володимир очолив «StarLight Production». [джерело?]. 

## Родина
Стосунки між Локотко і Фреймут почалися у квітні 2015, після візиту Фреймут на могилу Габріель Шанель в Швейцарії. У 2016 у пари народився син Валерій, у 2017 — донька Євдокія[джерело?].
Локотко і Фреймут взяли шлюб 25 квітня 2017[джерело?]. Телезірка взяла прізвище чоловіка[джерело?].